# Suicide Circle: The Complete Edition
Suicide Circle: The Complete Edition (自殺サークル 完全版?, Jisatsu Saakuru: Kanzenban) è un romanzo del 2002, scritto da Sion Sono, basato sul film Suicide Club (in Giappone conosciuto come Suicide Circle) dello stesso Sono.

## Trama
Strutturato su quattro distinte linee narrative, che con il sussiego della narrazione finiranno per intersecarsi fino a convergere in uno spiazzante finale comune, il romanzo è incentrato sulle vicende di un gruppo di 54 studentesse liceali giapponesi che, presso la stazione di Shinjuku, compiono un suicidio di massa, gettandosi sotto un treno della metropolitana. Questo tragico evento scatena in Giappone, e successivamente in tutto il mondo, una catena di suicidi collettivi aventi per protagonisti giovani ragazzi e ragazze. La polizia inizia a indagare e scopre una relazione tra i suicidi e un sito web, che appartiene a una misteriosa organizzazione chiamata "Family Circle". Intanto la famiglia di Noriko Shimabara, una delle ragazze appartenenti al circolo, tenta di salvarla dall'organizzazione.

## Edizioni
- Sion Sono, Suicide Circle: The Complete Edition, Kawade Shobo Shinsha, 2002,  p. 156, ISBN 4-309-01462-3.